# 仙台マーボー焼そば
仙台マーボー焼そば（せんだいマーボーやきそば）とは、宮城県仙台市を中心とした地域のご当地焼きそばである。

## 定義
以下の3点を、仙台マーボー焼そばの条件としている。
1. 麻婆を使い、具は豆腐に限定しない。
2. 麺は焼くか、揚げたものとする。
3. 宮城県中華飲食生活衛生同業組合の認定人が認定したものとする。

2015年現在、宮城県内49店舗（内、仙台市内42店舗）が仙台マーボー焼そばを提供する店として認定されている。

## 歴史
1970年代前半に、仙台市内の中華料理店「まんみ」にて賄い料理として提供したのが始まり。その後同店の正式なメニューとして加えられたが、人気メニューとは到底言えない料理だった。しかし2013年、『秘密のケンミンSHOW』で「仙台市民なら誰もが知っているメニュー」として取り上げられた。
テレビ番組放映後、仙台マーボー焼そばを注文する客が大きく増加したことで、宮城県中華飲食生活衛生同業組合は対応に苦慮。発祥の店である「まんみ」が中心となって「マーボー焼そば推進委員会」を設立し、同年10月より仙台市の新たなご当地グルメとして普及させてゆくこととなった。
2014年6月には、コンビニエンスストア大手のローソンが、宮城県内の店舗において期間限定商品として商品化。同年10月、マルニ食品（宮城県登米市）が袋麺として製品化するなど、ご当地グルメとして浸透しつつある。2015年5月には、サークルKサンクスが東北・北海道地区の店舗において期間限定商品として販売を開始した。

### 年表
- 1975年（昭和50年）頃、仙台駅西口の仙台市中央1丁目（現・青葉区）の「じゃんじゃん横丁」（小新堂通）[6][注釈 1]に中華料理店「まんみ」が開業[注釈 2][7][8]。開店から1年経たない内に「麻婆焼きそば」がメニューの1つに加えられた[8]。
- 2013年（平成25年）
  - 3月14日、日本テレビ系列『秘密のケンミンSHOW』の「ヒミツのごちそう」のコーナーにおいて、「麻婆焼きそば」として紹介された[9]。同番組の調査によれば当時、仙台の30軒以上の料理店で「麻婆焼きそば」が提供されていた[9]。
  - 10月、宮城県中華飲食生活衛生同業組合が「仙台マーボー焼そば推進委員会」（以下「マ推委」）を発足[10]。
- 2014年（平成26年）
  - 6月3日、「マ推委」認定のコンビニ弁当の発売開始[11][12]。認定商品は、ローソン東北ローソン支社のもので、宮城県内のローソン189店で3週間販売された[11][12]。
  - 7月4日、宮城県中華飲食生活衛生同業組合が「仙台マーボー焼そば」の商標を出願[13]。
  - 9月19日〜28日、仙台オクトーバーフェスト2014（錦町公園）に設置された伊達美味ブースにて、10月1日から一般小売される「仙台マーボー焼そば」（袋麺タイプ）の試食を実施した[14][15][16]。また、同フェストにて9月22日に同商品の新発売発表イベントを開催した[16]。
  - 9月29日〜10月7日、コボスタ オクトーバーフェスト2014（宮城野原公園）に設置された伊達美味ブースにて、仙台マーボー焼そばを提供した[17]。
  - 10月1日、「マ推委」認定の家庭用商品の一般小売開始[16]。認定商品は、宮城熊さん[18]のゆうパックふるさと小包、および、マルニ食品の袋麺[11][16]。
- 2015年（平成27年）
  - 2月13日、「仙台マーボー焼そば」の商標が登録された[13]。
  - 5月19日、「マ推委」認定のコンビニ弁当の発売開始。認定商品は、サークルKサンクスのもので、東北地方および北海道のサークルKとサンクス合計752店で6月8日まで販売[5]。
  - 5月20日、宮城県中華飲食生活衛生同業組合がWake Up, Girls!に「仙台マーボー焼そばPR大使」を委嘱した[19][20]。
  - 5月22日、全国PRを目的とする愛好家らの組織「伊達美味・仙台マーボー焼そば研究会」が発足した[21]。